# Chen Yueling
Chen Yueling (陈跃玲S, Chén YuèlíngP; Tieling, 24 dicembre 1969) è un'ex marciatrice cinese naturalizzata statunitense.

## Biografia
Ai Giochi olimpici di Barcellona 1992 ha vinto l'oro nella marcia 10 km, precedendo la russa Elena Nikolaeva (medaglia d'argento) e la cinese Li Chunxiu.
Il 22 maggio 2000 ha conseguito la cittadinanza statunitense, gareggiando qualche mese dopo ai Giochi olimpici di Sydney con il suo nuovo paese.

## Palmarès
| Anno                                | Manifestazione      | Sede        | Evento         | Risultato | Prestazione | Note            |
| ----------------------------------- | ------------------- | ----------- | -------------- | --------- | ----------- | --------------- |
| In rappresentanza della Cina        |                     |             |                |           |             |                 |
| 1989                                | Campionati asiatici | Nuova Delhi | Marcia 10000 m | Oro       | 48'59"86    |                 |
| 1990                                | Giochi asiatici     | Pechino     | Marcia 10 km   | Oro       | 44'47"      |                 |
| 1991                                | Universiadi         | Sheffield   | Marcia 10 km   | Argento   | 44'33"      |                 |
| 1991                                | Mondiali            | Tokyo       | Marcia 10 km   | 8ª        | 44'11"      |                 |
| 1992                                | Giochi olimpici     | Barcellona  | Marcia 10 km   | Oro       | 44'32"      | Record olimpico |
| In rappresentanza degli Stati Uniti |                     |             |                |           |             |                 |
| 2000                                | Giochi olimpici     | Sydney      | Marcia 20 km   | 38ª       | 1h39'36"    |                 |